# Sophie Howard
Sophie Amanda Howard (Southport, 24 febbraio 1983) è una modella britannica.

## Carriera
È cresciuta a Southport, sua città natale, dove ha frequentato la Christ the King Catholic High School. È stata arruolata nell'Esercito della Salvezza fino all'età di 16 anni.
Dotata di un generoso seno naturale, a 17 anni sfrutta le sue caratteristiche fisiche, esibendosi in locali di lap dance, diventando spogliarellista. In una successiva intervista, ha dichiarato di essersi sentita una "spazzatura" all'inizio della carriera:
«Vado sul palco, ballo un po', tiro fuori il mio seno e poi vado via. In quel periodo della vita devi iniziare a provare cose nuove e vedere dove ti portano. Non si sa mai, forse un giorno tornerò a indossare la divisa. Pensando a questo, quello che sto facendo ora è probabilmente molto blasfemo. Spero che sarò perdonata!»
Negli stessi anni si è iscritta alla Edge Hill University. Durante questo periodo, è stata ingaggiata dall'agenzia di modelle IMM ed è apparsa in vari servizi fotografici in topless sulle principali riviste britanniche. Successivamente ha firmato per la rivista Loaded, nella quale compariva regolarmente con una rubrica intitolata "Sophie's choice".
Nell'agosto 2005 è stata inserita alla posizione 73 nella speciale classifica "100 Sexiest Women", stilata dal mensile FHM. Nel sondaggio del 2006 ha ottenuto invece la posizione 68.
A partire dal 2006 ha iniziato a posare nuda per il settimanale Nuts, col quale ha sottoscritto un contratto di 18 mesi diventandone la principale ragazza copertina insieme alla collega Lucy Pinder.
Nel 2007 ha firmato un nuovo contratto con IMM, l'agenzia che l'ha lanciata; con questo nuovo accordo ha rilasciato l'esclusività dei suoi servizi fotografici aile riviste maschili Maxim e Bizarre per i successivi 12 mesi.
Nel corso della sua carriera ha pubblicato numerosi calendari sexy.
Nel 2009 è tornata alla Edge Hill University, iscrivendosi a un corso di laurea in infermieristica della salute mentale.
Si è ritirata dal mondo dello spettacolo nel dicembre 2011, per concentrarsi esclusivamente sui suoi studi, che poi ha interrotto. È tornata nel mondo della moda nel 2013, nel 2014 ha realizzato un calendario.

## Curiosità
- Ha sei tatuaggi, tra cui tre grandi stelle lungo la schiena. In molte foto pubblicate, le tre stelle sono state rimosse digitalmente.

- Le è stato diagnosticato il lupus eritematoso, una malattia che colpisce il sistema immunitario.

- È una grande tifosa del Liverpool.